# Julian Salamon
Julian Salamon (* 1. Mai 1991 in Oberpullendorf) ist ein österreichischer Fußballspieler.

## Karriere
Salamon begann seine Karriere beim SV Edelpute. 2003 wechselte er zur SV Mattersburg. 2004 ging er in die AKA Burgenland. 2006 ging er in die AKA Austria Wien. 2009 wechselte er zum SC Neusiedl am See. 2011 wechselte er zum SC-ESV Parndorf 1919, mit dem er 2013 den Aufstieg in den Profifußball feierte. Sein Profidebüt gab er am 1. Spieltag 2013/14 gegen den SC Austria Lustenau. Nach dem sofortigen Wiederabstieg wechselte er zum Bundesligaverein SC Wiener Neustadt. Sein Bundesligadebüt gab er am 2. Spieltag 2014/15 gegen den FC Red Bull Salzburg. 2015 stiegen die Niederösterreicher in die zweite Liga ab.
Zur Saison 2016/17 wechselte er zum Regionalligisten SC Mannsdorf. Im Jänner 2017 kehrte er zum SC Neusiedl zurück.

## Persönliches
Sein älterer Bruder Thomas ist ebenfalls Fußballer.